# Stijfkopje
Stijfkopje (Duits: Der Trotzkopf) is de titel van een klassieker uit de Duitse Jeugdliteratuur.
De eerste roman van Emmy von Rhoden met de titel Der Trotzkopf (1885) verscheen 1893 onder de titel Stijfkopje (op school) in Nederlandse vertaling. Het tweede en derde deel Stijfkopje verloofd en Stijfkopje getrouwd werden geschreven door von Rhoden's dochter Else Wildhagen. Het vierde deel verscheen onder de titel Stijfkopje als grootmoeder (1904) uit de pen van de Haagse schrijfster Suze la Chapelle-Roobol eerst in het Nederlands en werd pas later naar het Duits vertaald waar het boek als officieuze deel van de meisjesboekenreeks werd uitgegeven.